# Johannes King

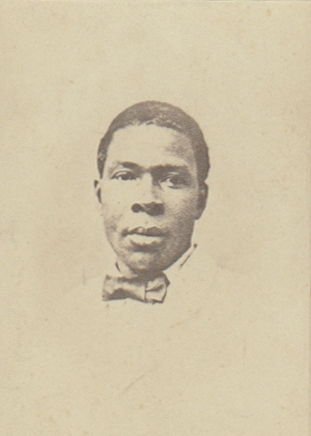
Johannes King in 1870

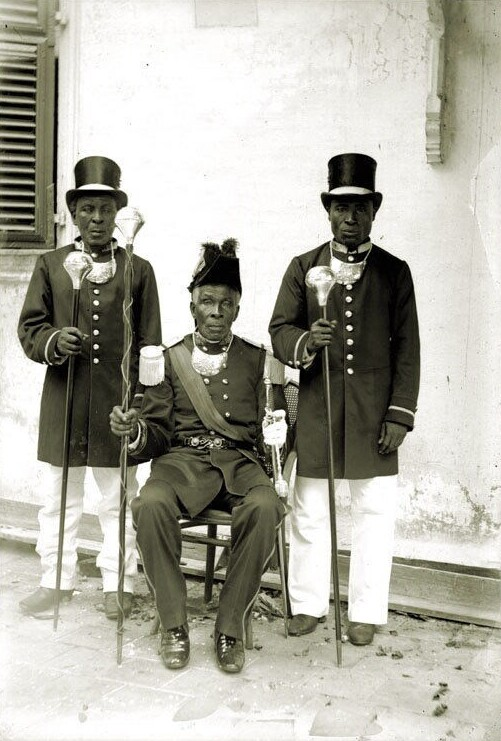
King, grootopperhoofd der Saramacca Boschnegers met zijn beide kapiteins. Foto door Théodore van Lelyveld, 1895

Johannes King (plantagegebied Beneden-Saramacca, ca. 1830 – Maripaston, 24 oktober 1898) was een Surinaams zendeling en de eerste belangrijke schrijver in het Sranantongo.

## Zendelingschap
Johannes King behoort tot het marronvolk van de Matawai. Hij werd in 1861 gedoopt tot lidmaat van de Evangelische Broedergemeente Suriname. Hij legde zich toe op de zending onder zijn eigen volk, maar ondernam ook verschillende reizen door het bosland. Hij werd een fel bestrijder van de Gaan Tata-cultus onder de Marrons, en kwam om die reden in conflict met zijn oudere halfbroer Noah Adrai, Granman (Grootopperhoofd) van de Matawai. 
Na het overlijden van Adrai werd Johannes King zelf tot Granman geïnstalleerd, maar hij zag spoedig in dat het ambt niet met zijn werk als evangelist te combineren was en gaf de gouverneur de opdracht terug. 

## Schrijverschap
Van zijn reizen, zijn zendingswerkzaamheden en het conflict met Adrai deed King uitvoerig schriftelijk verslag, altijd in het 'Neger-Engelsch' (het Sranantongo, niet in het Matawai). Tussen 1864 en 1895 schreef hij circa duizend pagina's, die in verschillende uitgaven terechtkwamen. Het Skrekiboekoe (Boek der verschrikkingen) verhaalt King van zijn visioenen en dromen, maar ook over de geschiedenis van de marrons en zijn eigen familie; de volledige tekst verscheen eerst in 1995, in een editie bezorgd door Chris de Beet; fragmenten eruit in Nederlandse vertaling werden opgenomen in Mama Sranan; 200 jaar Surinaamse verhaalkunst (1999). Dan is er de Torie vo Maripaston (Verhaal/geschiedenis van Maripaston) dat handelt over de strijd van King met zijn broer Adrai; het werd door H.F. de Ziel uitgegeven als Life at Maripaston (1973). Vervolgens zijn er de kleinere geschriften, die veelal voor blanke zendelingen geschreven werden en waarvan er verspreid een aantal werd gepubliceerd.

## Over Johannes King
- Chris de Beet, Inleiding (pp. 1-14) en vertaling van Johannes King, Berichten uit het Bosland (1864-1870). Utrecht: Rijksuniversiteit Utrecht, Instituut voor Culturele Antropologie, 1981. [Bronnen voor de Studie van Bosneger Samenlevingen, deel 7]
- Jan Marinus van der Linde, Het visioen van Herrnhut en het apostolaat der Moravische Broeders in Suriname 1735-1863. Paramaribo: C. Kersten en Co., 1956, pp.203-214. [Dissertatie]
- J[an] Voorhoeve, Johannes King 1830-1899: een mens met grote overtuiging. In: Emancipatie 1863 - 1963: biografieën. Paramaribo: Historische Kring, 1964, pp. 53-66.
- Hesdie Stuart Zamuel, Johannes King. Profeet en apostel van het Surinaamse bosland. Zoetermeer: Boekencentrum, 1994. [Dissertatie]